# Elżbieta Gonzaga
Elisabetta Gonzaga (ur. 9 lutego 1471 w Mantui, zm. 31 stycznia 1526 w Urbino) – markizanka Mantui i poprzez małżeństwo księżna Urbino (w latach 1502-1503 tron Urbino został przejęty przez Cezara Borgię, a od 1516 do 1519 przez Wawrzyńca II Medyceusza). W latach 1508–1516 sprawowała regencję w imieniu małoletniego Franciszka Marii I.
Urodziła się jako najstarsza córka (trzecie spośród sześciorga dzieci) markiza Mantui Fryderyka I i jego żony markizy Małgorzaty
11 lutego 1489 w Mantui poślubiła księcia Urbino Guidobaldo I da Montefeltro. Para nie miała dzieci, ale adoptowała siostrzeńca Guidobaldo I – Franciszka Maria della Rovere. Po śmierci wuja w 1508 został on nowym monarchą jako Franciszek Maria I.